# كونور وود
كونور وود (بالإنجليزية: Connor Wood) هو لاعب كرة قدم بريطاني في مركز ظهير ‏، ولد في 17 يوليو 1996 في هارلو في المملكة المتحدة. لعب مع ليستر سيتي.

## وصلات خارجية
- كونور وود على موقع قاعدة بيانات كرة القدم.إي يو (الإنجليزية)
- كونور وود على موقع Soccerbase.com (لاعب) (الإنجليزية)
- كونور وود على موقع Soccerway.com (الإنجليزية)